# برايان كروفت
برايان كروفت (بالإنجليزية: Brian Croft)‏ هو لاعب كرة قدم بريطاني، ولد في 27 سبتمبر 1967 في تشستر في المملكة المتحدة. لعب مع ستوكبورت كونتي وشروزبري تاون وكامبريدج يونايتد وكوينز بارك رينجرز ونادي بلاكبول ونادي تشستر سيتي ونادي توركي يونايتد ونادي ساوثبورت.

## وصلات خارجية
- برايان كروفت على موقع Soccerbase.com (لاعب) (الإنجليزية)